# Barmouth
Barmouthn (wal. Abermaw) – miasto w północno-zachodniej Walii, w hrabstwie Gwynedd (historycznie w Merionethshire), położone nad estuarium rzeki Mawddach, uchodzącej tutaj do zatoki Cardigan, otoczone przez park narodowy Snowdonia. W 2011 roku liczyło 2315 mieszkańców.
Miejscowość jest ośrodkiem turystyki nadmorskiej. Funkcjonuje tu przystań żeglarska oraz stacja kolejowa na linii Cambrian Line. W XIX wieku lokalna gospodarka opierała się na włókiennictwie, szkutnictwie i żegludze przybrzeżnej.